# Пендраковский, Валерий Юрьевич
Валерий Юрьевич Пендраковский (род. 24 июля 1951) — советский и российский кинорежиссёр, сценарист и продюсер. Действительный член Киноакадемии  Российской Федерации, член Гильдии кинорежиссёров Российской Федерации. Заслуженный деятель искусств Российской Федерации (2002).

## Биография
Валерий Пендраковский родился 24 июля 1951 года в Батуми. Учился в школе № 1 в Симферополе.
В 1973 году окончил Севастопольский приборостроительный институт.
Работал ассистентом и вторым режиссёром на Ялтинской киностудии — филиале киностудии им. М. Горького.
В 1985 году окончил режиссерский факультет ВГИКа (мастерская Александра Алова и Владимира Наумова).
В 1999—2005 годах — Генеральный директор Ялтинской киностудии.
С 2007 года — кинорежиссёр киноконцерна «Мосфильм», директор кинокомпании «ПроЦентр».

## Награды и звания
- Орден Дружбы (20 мая 2013 года) — за большие заслуги в развитии отечественной культуры и искусства, многолетнюю плодотворную деятельность[2]
- Заслуженный деятель искусств Российской Федерации (4 октября 2002 года) — за заслуги в области искусства[3]
- «Не могу» — Приз за лучшую короткометражную картину и приз «Надежда» за лучшую режиссуру на V фестивале молодых кинематографистов в Москве, 1986 г. Приз на МКФ в Берлине («Берлинале») в конкурсе короткометражных фильмов. Приз на МКФ в Мангейме (Германия).
- «Век живи — век люби» — Приз на МКФ в Бабельсберге (Германия) 1986 г.
- «Очень верная жена» — Приз за лучшую женскую роль на МКФ в Монреале 2003 год.
- «Я свободен, я ничей» — Приз «Серебряная гроздь» за лучший зарубежный фильм на МКФ в Лагуве (2005) в Польше.
- «Кому я должен, всем прощаю» — Приз МКФ «Лики любви» (Москва) 1999 г.
- «Два товарища» — Приз зрительских симпатий на фестивале «Киношок 2000», призы зрительских симпатий и приз за музыку к фильму на КФ «Литература и кино» в Гатчине 2001 г.
- «Пер-р-рвокурсница» — Приз фестиваля «Кинотавр» 2002 г.
- «Бегущая по волнам» — Специальные призы жюри и Президента кинофестиваля «Амурская осень» 2006 г.
- «Полное дыхание» — Приз за главную женскую роль на МКФ в Каире в 2007 году, главный приз на фестивале «Любить человека» в г. Челябинске в 2007. Призы за лучшую женскую роль Наталье Егоровой на кинофестивалях «Созвездие» и Памяти Шукшина, специальный приз на МКФ в Омане в 2008 г.
- «Только не сейчас» — Главный приз 6 МКФ в Маскате (Оман) в 2010, призы за лучшую режиссуру и главную женскую роль на фестивале «Амурская осень» в 2010.
- «Ушёл и не вернулся» — Призы за лучшую режиссуру и главную мужскую роль на 7 МКФ в Маскате (Оман) 2012 г.

## Фильмография

### Режиссёрские работы
- 1984 — Не могу
- 1985 — Особый случай, эпизод «Век живи — век люби» (по рассказу В. Распутина)
- 1988 — На окраине, где-то в городе…
- 1990 — Самоубийца, по пьесе Н. Эрдмана
- 1992 — Очень верная жена
- 1994 — Я свободен, я ничей
- 1998 — Кому я должен — всем прощаю
- 2001 — Два товарища, (по повести В. Войновича[4])
- 2007 — Бегущая по волнам, (по повести А. Грина)
- 2007 — Полное дыхание
- 2008 — Легенда о Фрэзи Грант (телесериал)
- 2009 — Только не сейчас
- 2011 — Ушёл и не вернулся

#### Документальные  фильмы
- 2003 — Карибский узел, документальный — продюсер

#### Полнометражные художественные фильмы
- 1988 — На окраине, где-то в городе… — режиссёр
- 1990 — Самоубийца — режиссёр и сценарист, по пьесе Н. Эрдмана
- 1992 — Очень верная жена — режиссёр
- 1994 — Я свободен, я ничей — режиссёр и сценарист
- 1995 — За что? — соавтор сценария, совместно с Е. Кавалеровичем, А. Бондаревым и П. Финном (по рассказу Л. Толстого)
- 1998 — Кому я должен — всем прощаю — режиссёр
- 2001 — Два товарища — режиссёр (по повести В. Войновича[4])
- 2001 — Пер-р-рвокурсница — продюсер
- 2007 — Бегущая по волнам — продюсер, режиссёр (по повести А. Грина)
- 2007 — Полное дыхание — продюсер и режиссёр
- 2009 — Только не сейчас — режиссёр
- 2011 — Ушёл и не вернулся — режиссёр, продюсер

#### Короткометражные фильмы
- 1984 — Не могу
- 1985 — Особый случай, эпизод «Век живи — век люби» (по рассказу В. Распутина)

#### Телесериалы
- 2008 — Легенда о Фрэзи Грант — продюсер и режиссёр

### Написал сценарии
- 1984 — Не могу, короткометражный, режиссёр и сценарист
- 1985 — Особый случай, эпизод «Век живи — век люби» (по рассказу В. Распутина)
- 1990 — Самоубийца — режиссёр и сценарист, по пьесе Н. Эрдмана
- 1994 — Я свободен, я ничей — режиссёр и сценарист
- 1995 — За что? — соавтор сценария, совместно с Е. Кавалеровичем, А. Бондаревым и П. Финном (по рассказу Л. Толстого)

### Продюсер
- 2001 — Пер-р-рвокурсница
- 2003 — Карибский узел, документальный
- 2007 — Бегущая по волнам — продюсер, режиссёр (по повести А. Грина)
- 2007 — Полное дыхание — продюсер и режиссёр
- 2008 — Легенда о Фрэзи Грант, телесериал — продюсер и режиссёр
- 2011 — Ушёл и не вернулся — режиссёр, продюсер